# Panthera uncia
El leopardo de las nieves o irbis (Panthera uncia) es una especie de mamífero carnívoro de la familia Felidae que habita en las montañas de Asia Central. 
Viven en montañas remotas a altitudes de hasta 6000 m s. n. m., motivo por el cual es poco lo que se sabe de ellos. Su pelo es gris, suave y excepcionalmente denso, y tiene una cola también de longitud excepcional que enrolla alrededor del cuerpo para abrigarse. 
Caza de día y ataca a todo tipo de animales salvajes, así como al ganado. Son a veces matados por granjeros, pero también cazados por su piel.[cita requerida]
Se desconoce la cantidad de ejemplares que quedan en estado salvaje, aunque el Fondo Mundial para la Naturaleza estima que habrá apenas cuatro mil ejemplares.
El período de gestación es de aproximadamente cien días, teniendo normalmente dos cachorros, aunque puede tener un máximo de cinco crías. Se consideran adultos a los dos años.[cita requerida]

## Biología y ecología

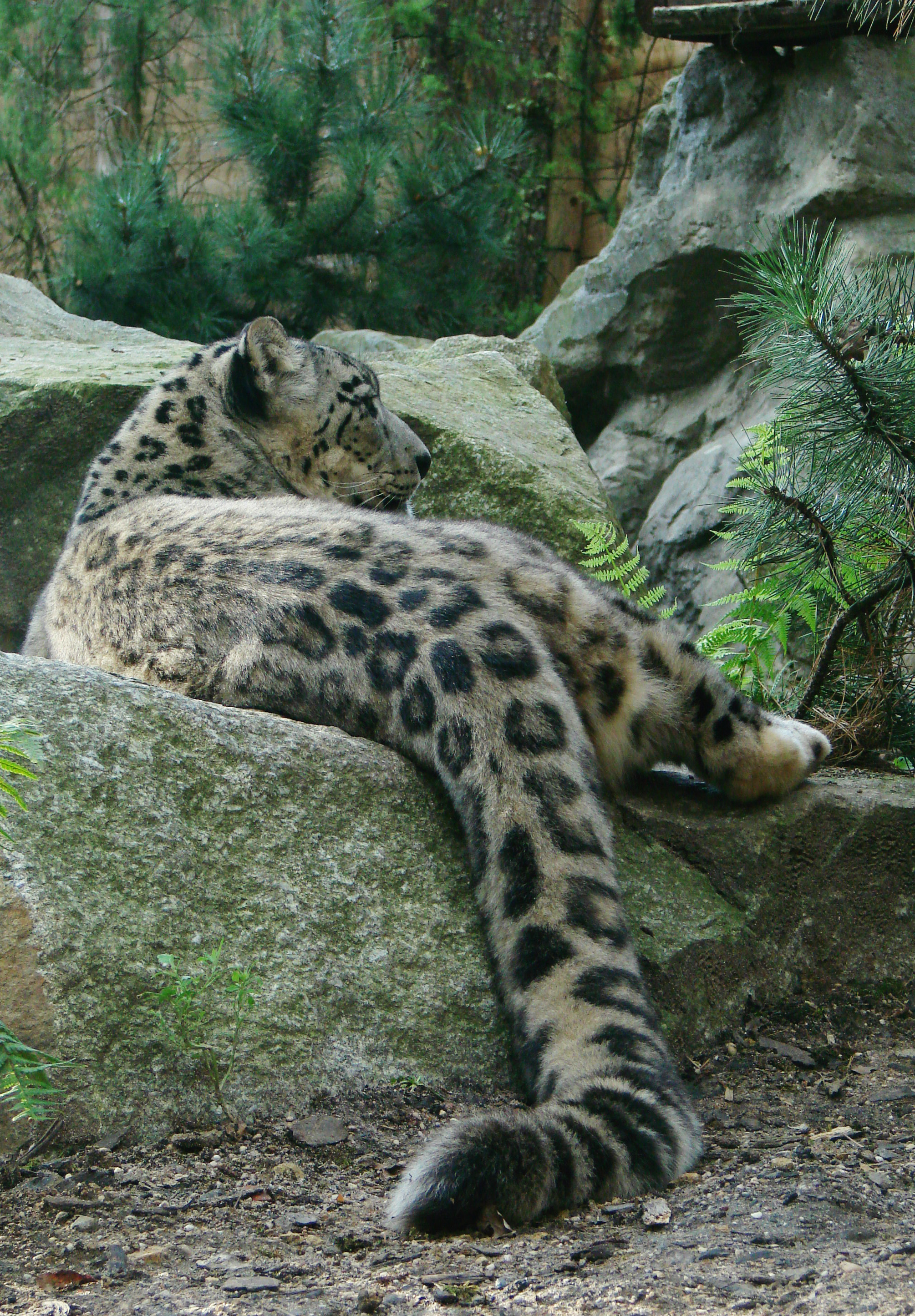
Leopardo de las nieves mostrando el grosor característico de la cola fotografiado en el zoológico de Amnéville, Francia.

El irbis es un depredador muy fuerte, capaz de cazar animales que triplican su tamaño. Tiene uno de los saltos más largos entre los félidos, de hasta 15 m.
Está acostumbrado a caminar por montañas rocosas y aprovecha esto para camuflarse y así acechar a sus presas. Posee un instinto territorial muy fuerte, por lo que puede ser muy agresivo. Sus patas acolchadas por piel actúan como zapatos para la nieve, lo que le ayuda a caminar sobre ella con facilidad.
Incluye entre sus presas diversas especies tales como conejos, ardillas, cabras salvajes, venados, pájaros como el pinzón, chovas de montaña, tares del Himalaya, musarañas, marmotas, íbices siberianos y marjores. Con las bajas temperaturas la comida tarda en descomponerse, de manera que no es extraño que los leopardos de las nieves coman restos de animales que no han cazado.
Son, como la mayoría de las especies de su familia, animales solitarios, salvo en época de reproducción, cuando macho y hembra colaboran para cazar presas mucho más grandes que las usuales.
Los ataques del leopardo de las nieves a los humanos son raros; solo se conocen dos casos. El 12 de julio de 1940, en el desfiladero de Maloamatinsk, Alma Ata, dos personas fueron atacadas por un leopardo de las nieves, y ambas sufrieron heridas graves. En el segundo caso, no lejos de Alma Ata, un leopardo de las nieves viejo y desdentado atacó sin éxito a un transeúnte en invierno; fue capturado y llevado a una aldea local. No hay otros registros de ningún leopardo de las nieves que haya atacado a los humanos.

## Aparato fonador
El leopardo de las nieves es la única especie de su género que no ruge; sin embargo, su aparato fonador posee casi todas las características que permiten rugir. Al igual que las demás especies de Pantherinae, posee el hueso hioides parcialmente osificado y con cierto grado de movilidad, y, al igual que las demás especies de su género, los llamados félidos rugidores (león, leopardo, tigre y jaguar), posee un ligamento que le permite alargar la cavidad acústica entre la laringe y la faringe, aunque más corto que en aquellos. La limitación al rugido parece estar condicionada por unas cuerdas vocales más pequeñas y por la ausencia de un tejido fibroso y elástico desarrollado en las mismas, que es el que permite la vibración en bajas frecuencias de los rugidos.

## Hábitat y distribución
El leopardo de las nieves generalmente habita en alturas entre los 2000 y los 4000 m s. n. m., aunque en el Himalaya ha sido encontrado hasta a 6000 m s. n. m. Estos animales raramente llegan a encontrarse con un ser humano, y en tales casos se oculta ayudado de su excelente camuflaje. Esto dificulta que sean encontrados y estudiados por los naturalistas provocando así una escasa información sobre el animal.

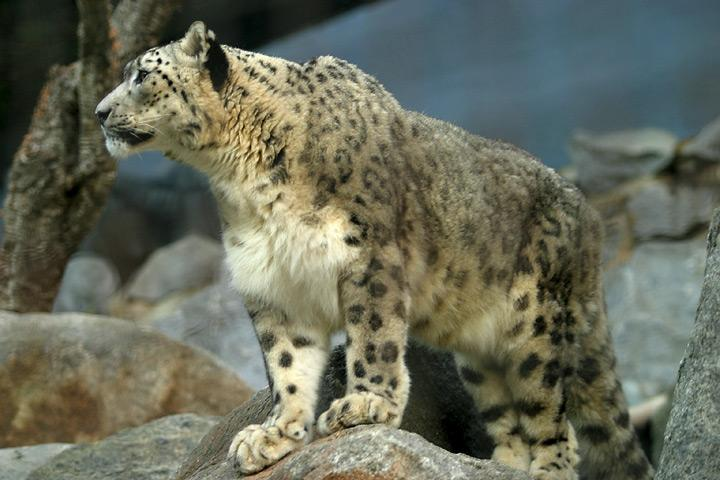
Leopardo de las nieves en el zoológico de San Diego.

| País       | Área de hábitat (km²) | Población estimada |
| ---------- | --------------------- | ------------------ |
| Afganistán | 50 000                | 100-200?           |
| Bután      | 15 000                | 100-200?           |
| China      | 1 100 000             | 2000-2500          |
| India      | 75 000                | 200-600            |
| Kazajistán | 50 000                | 180-200            |
| Kirguistán | 105 000               | 150-500            |
| Mongolia   | 101 000               | 500-1000           |
| Nepal      | 30 000                | 300-500            |
| Pakistán   | 80 000                | 200-420            |
| Tayikistán | 100 000               | 180-220            |
| Uzbekistán | 10 000                | 20-50              |

## Sistemática
Inicialmente fue clasificado dentro del género Felis, y durante bastante tiempo se utilizó esa nomenclatura (Felis uncia). Posteriormente, autores como Pocock lo situaron en su propio género, como Uncia uncia.
Sin embargo, los análisis genéticos han motivado la inclusión del leopardo de las nieves en el género Panthera, al poner de manifiesto su estrecha relación con las otras cuatro especies del mismo (Panthera leo, P. tigris, P. pardus y P. onca), fijándose la nueva combinación Panthera uncia. Las comparaciones del ADN mitocondrial sugieren además una relación de parentesco más próxima con el león (Panthera leo) que con el resto de especies del género.
Sunquist y Sunquist, en la obra Handbook of the Mammals of the World de 2009, apuntan a que sea una de las dos especies más tempranas en divergir del ancestro común del género Panthera.
Han sido propuestas varias subespecies para las poblaciones de diferentes regiones geográficas; sin embargo, con la posible excepción de U. u. baikalensis-romanii, que requiere una mayor evaluación, estas subespecies no se consideran válidas.

## En la cultura popular
El Leopardo de las Nieves (nombre oficial: Conquistador de los Picos Más Altos de la Unión de Repúblicas Socialistas Soviéticas) fue un premio soviético de montañismo que se concedía a los montañeros que ascendían las cimas más altas de la Unión Soviética: Pico Lenin, Khan Tengri, Pico Korzhenevskaya y Pico Ismail Samani (Monte Comunismo). En 1990 fue añadido a la lista el Pico Pobeda, fronterizo con China, que había sido retirado por tensiones políticas entre China y la URSS. Actualmente se mantiene como reconocimiento en la Comunidad de Estados Independientes.
Lord Asriel, personaje de la trilogía La materia oscura, de Philip Pullman, tiene como daimonion —representación de su alma— a un irbis.
El villano principal de la película Kung Fu Panda, Tai Lung, es un leopardo de las nieves. 
La versión 10.6 de Mac OS X, el sistema operativo de Apple, lleva por nombre «Snow Leopard». 
En la película de 2013, The Secret Life of Walter Mitty, el fotoperiodista Sean O'Connell (interpretado por Sean Penn), es mostrado fotografiando leopardos de las nieves en Afganistán.